# Мосьциська (Радинський повіт)
Мосьциська (пол. Mościska) — село в Польщі, у гміні Конколевниця Радинського повіту Люблінського воєводства.
Населення — 218 осіб (2011).
У 1975-1998 роках село належало до Білопідляського воєводства.

## Демографія
Демографічна структура станом на 31 березня 2011 року:
|          | Загалом | Допрацездатний вік | Працездатний вік | Постпрацездатний вік |
| -------- | ------- | ------------------ | ---------------- | -------------------- |
| Чоловіки | 114     | 25                 | 78               | 11                   |
| Жінки    | 104     | 25                 | 48               | 31                   |
| Разом    | 218     | 50                 | 126              | 42                   |